# 天祚帝
天祚帝（てんそてい）は、遼の第9代（最後）の皇帝。

## 生涯
太康元年（1075年）、第8代皇帝道宗の子の章懐太子耶律耶魯斡の長男として生まれる。政争の結果、幼くして父を失い、これを哀れに思った祖父の道宗によって妹の秦晋国長公主耶律延寿とともに養われ、梁王に冊封された。道宗は甥の耶律涅里を一時的に皇太甥に定めるも、周囲の諫めを受けて阿果が皇太孫となった。乾統元年（1101年）、道宗の崩御により皇帝に即位した。
天祚帝は暗愚な性格で政務を顧みず、諫言した臣下に対しては処罰を以って臨むなど、民心の離反を招いた。外交面でも天慶5年（1115年）に遼に従属していた女真が金を建国して独立すると、討伐軍を派遣したが逆に大敗、遼の弱体化を露見させる結果を招いた。
保大元年（1121年）に、枢密使の蕭奉先（遼の外戚）が、天祚帝の長男で太子候補の晋王耶律敖盧斡と遼の宗室である上京路都統・金吾衛大将軍の耶律余睹（晋王の叔母の夫）と対立していた。そのため、蕭奉先は妹の蕭元妃が産んだ秦王耶律定を太子とすべく「余睹による晋王擁立の陰謀あり」と讒言し、天祚帝はこの言葉を信じてしまった。そのため、危険を感じた余睹は金に降ってしまった。間もなく晋王の生母の蕭文妃を賜死させ、さらに翌年1月に、擁立の疑いを持たれた晋王を絞首刑に処した。蕭奉先の思惑通りに秦王が太子として定まった。
保大2年（1122年）3月7日、金の太祖と入来山で戦って大敗し、長春に逃れた。そのため同月13日に宗室の耶律大石と李処温らは天祚帝の従父の涅里を擁立し北遼を建国した。やがて、遼と敵対関係にある金は遼の弱体化を好機と捉え、保大5年（1125年）に北宋と同盟を結び遼に侵攻した。金宋の連合軍に敗れた天祚帝は潜伏地の雲中の陰山から逃亡する途中、応州で金の捕虜にされて金軍に降伏、遼は滅亡した（遼の滅亡）。
降伏した阿果は後に金から海浜王に冊封され長白山に送られて余生を過ごした。天会6年（1128年）8月に病死した。享年54。
北遼の瓦解後、耶律大石は中央アジアに逃れて西遼を建国した。そのため、遼は西域の地で存続することになる。
なお、天祚帝の末裔は金の海陵王により一族が誅殺され、断絶している。

## 宗室

### 妻妾
- 蕭皇后
- 蕭徳妃（蕭師姑、燕王の生母）
- 蕭文妃（蕭瑟瑟、晋王の生母、妹の夫は耶律余睹）
- 蕭元妃（蕭貴哥、梁王・秦王・許王の生母）
- 趙昭容（趙王の生母）

### 子
1. 耶律敖盧斡（晋王）
2. 耶律雅里（梁王）
3. 耶律撻魯（燕王、1097年 - 1104年、早世）
4. 耶律習泥烈（趙王）
5. 耶律定（皇太子・秦王）
6. 耶律寧（許王）

### 女
- 耶律氏 - 蕭昱（蕭奉先の子）にとついだ
- 耶律骨欲
- 耶律余里衍（蜀国公主）
- 耶律斡里衍
- 耶律大奥野
- 耶律次奥野